# Per Anders Kure
Per Anders Kure (ur. 17 czerwca 1998) – norweski zapaśnik walczący w stylu klasycznym. Szesnasty na mistrzostwach świata w 2021. Zajął dziesiąte miejsce na mistrzostwach Europy w 2025 roku. 
Złoty medalista mistrzostw nordyckich w 2019 i brązowy w 2021. Trzeci na MŚ juniorów w 2018 roku.
Mistrz Norwegii w 2019, 2022, 2023, 2024 i 2025; drugi w 2016 i 2020 roku.